# Place to Be
Place to Be — сольный альбом 2010 года джазового композитора и пианистки Хироми Уэхары, вышедший в 2010 году.

## Об альбоме
Place to Be был написан Хироми под впечатлением от путешествий по миру.
Большая часть альбома написана в стиле пост-боп, также заметно влияние классической музыки и рэгтайма.

## Список композиций
1. BQE (5:57)
2. Choux a La Creme (5:30)
3. Sicilian Blue (8:27)
4. Berne Baby Berne! (2:57)
5. Somewhere (5:39)
6. Cape Cod Chips (5:42)
7. Island Azores (4:30)
8. Pachelbel's Canon (5:23)
9. Viva! Vegas: Show City, Show Girl (3:57)
10. Viva! Vegas: Daytime in Las Vegas (4:30)
11. Viva! Vegas: The Gambler  (5:38)
12. Place To Be (6:42)

## Участники записи
- Хироми Уэхара — фортепиано